# 马龙库尔
马龙库尔（法語：Maroncourt，法語發音：[maʁɔ̃kuʁ] ⓘ）是法国大東部大區孚日省的一个市镇，属于埃皮纳勒区。

## 地理
马龙库尔（48°14'56"N, 6°9'22"E）面积2.24 平方千米，位于法国大東部大區孚日省，该省份为法国东北部内陆省份，北起默兹省和默尔特-摩泽尔省，西接上马恩省，南至上索恩省和贝尔福地区省，东临上莱茵省和下莱茵省。
与马龙库尔接壤的市镇（或旧市镇、城区）包括：栋派尔、阿热库尔、瓦勒鲁瓦欧索勒、沃洛特和塔蒂涅库尔。

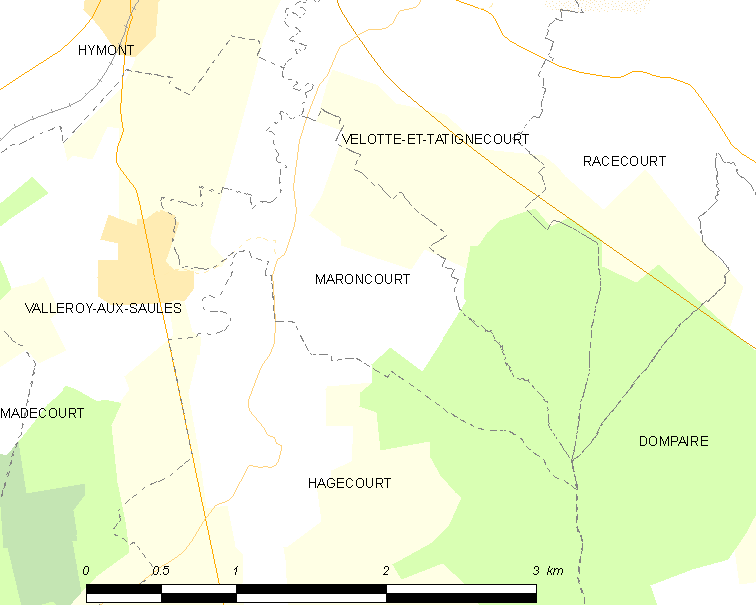
马龙库尔的OSM定位图

马龙库尔的时区为UTC+01:00、UTC+02:00（夏令时）。

## 行政
马龙库尔的邮政编码为88270，INSEE市镇编码为88288。

## 政治
马龙库尔所属的省级选区为达尔内县。

## 人口

1962-2008年间马龙库尔人口变化图示

马龙库尔于2022年1月1日时的人口数量为5人。